# George Amon Webster
George Amon Webster (10 de diciembre de 1945 - 28 de septiembre de 2013) fue el cantante barítono y pianista de Cathedral Quartet desde 1969 hasta 1971, su pianista de 1973 a 1974 y su vocalista barítono y bajista entre 1974 y 1979. George Webster escribió: "Thanks For Loving Me" y la canción aclamada por la crítica, "He Loves Me" Durante su segunda temporada con el Cathedral Quartet.
Webster también ha sido miembro de The Templeaires Quartet, The Salvation Singing Society, The Calvarymen Quartet, The Brothers, Destiny, The Frontiersmen, The Heartland Boys, George Amon Webster Trio, Selah, y los Toney Brothers.
Webster murió de cáncer el 28 de septiembre de 2013.